# Quad Flat No Leads Package
Quad Flat No Leads Package (QFN), auch als Micro Lead Frame (MLF) bezeichnet, ist eine in der Elektronik gebräuchliche Chipgehäusebauform für integrierte Schaltungen (IC).  Die Bezeichnung umfasst unterschiedliche Größen von IC-Gehäusen welche alle als oberflächenmontierte Bauteile auf Leiterplatten gelötet werden.

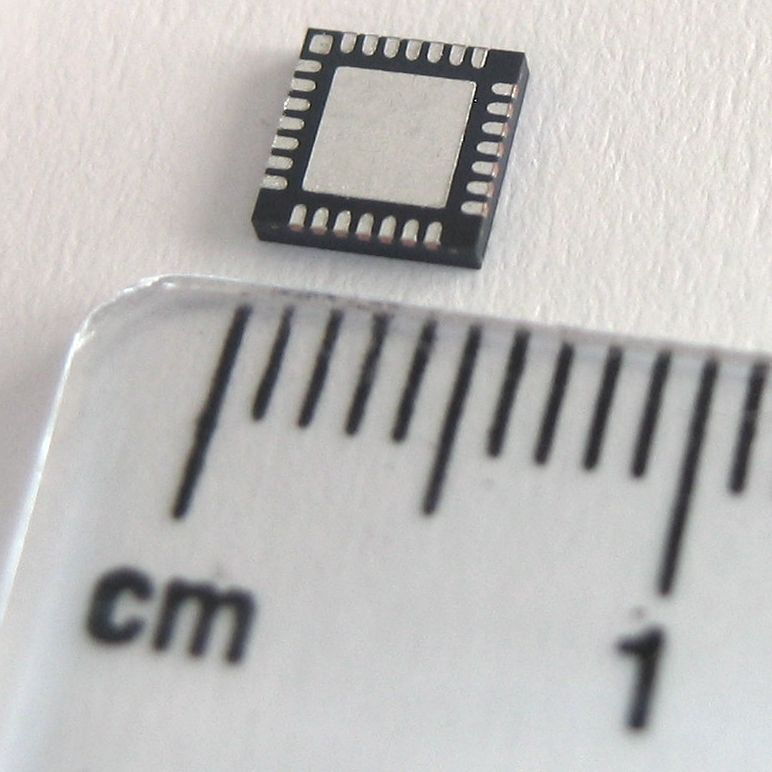
QFN Gehäuse von unten. Am Rand die Anschlusspins, in der Mitte eine Massefläche

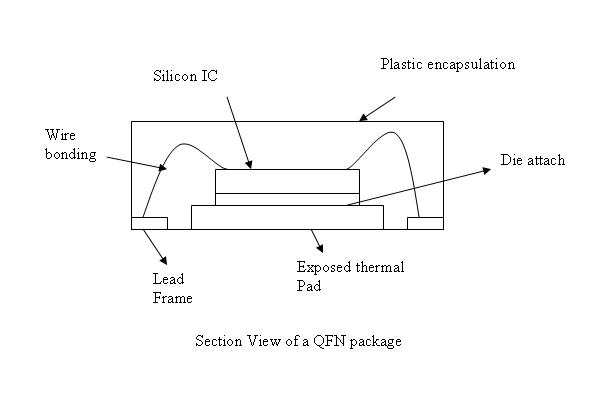
Schnittdarstellung durch ein QFN-Gehäuse

Als wesentliches Merkmal und im Gegensatz zu den ähnlichen Quad Flat Package (QFP) ragen die elektrischen Anschlüsse (Pins) nicht seitlich über die Abmessungen der Kunststoffummantelung hinaus, sondern sind in Form von nicht verzinnten Kupferanschlüssen plan in die Unterseite des Gehäuses integriert. Dadurch kann der benötigte Platz auf der Leiterplatte reduziert und eine höhere Packungsdichte erreicht werden.

## Allgemeines
Entwickelt wurden QFN-Chipgehäuse von der Firma Amkor Technology, welche sie unter den Handelsbezeichnungen Micro Lead Frame (MLF) und Micro Lead Package (MLP) vertreibt. Einzelne QFNs und deren Größen sind unter der Norm JEDEC MO-220 spezifiziert.
Die Pins befinden sich üblicherweise an den vier Seiten des flachen Gehäuses, bei einigen Varianten auch nur an zwei Seiten. Manche Bauformen weisen eine oder mehrere Metallflächen im Innenbereich auf, welche dem Ableiten der Verlustwärme dienen. QFN besitzen in der Regel acht bis zu 200 Pins, die in einem Raster (Pitch) von 0,4 mm bis 1 mm angeordnet sind. Die Gehäusehöhen sind je nach Typ unterschiedlich und liegen üblicherweise im Bereich von 1 mm, die dünnsten Bauformen weisen Gehäusedicken von 0,4 mm auf und werden auch als VQFN (Very Thin-QFN) bezeichnet.
Durch die kleine Bauform werden parasitäre Induktivitäten an den Anschlüssen reduziert, was insbesondere bei hochfrequenten Anwendungen wie beispielsweise im Bereich Mobilfunk von Vorteil ist.

## Varianten
Die Gehäuse sind unter verschiedenen, meist herstellerspezifischen Bezeichnungen im Handel. Typische Bezeichnungen sind:
- MLPQ (Micro Leadframe Package Quad)
- MLPM (Micro Leadframe Package Micro)
- MLPD (Micro Leadframe Package Dual)
- DRMLF (Dual Row Micro Leadframe Package)
- DFN (Dual Flat No-lead Package)
- TDFN (Thin Dual Flat No-lead Package)
- UTDFN (Ultra Thin Dual Flat No-lead Package)
- XDFN (eXtreme thin Dual Flat No-lead Package)
- QFN (Quad Flat No-lead Package)
- QFN-TEP (Quad Flat No-lead package with Top Exposed Pad)
- TQFN (Thin Quad Flat No-lead Package)
- VQFN (Very Thin Quad Flat No Leads Package)
- DHVQFN (Dual in-line compatible thermal enhanced very thin quad flat package with no leads (NXP))
- UFQFPN (Ultra thin Fine pitch Quad Flat Package No-leads (ST))